# Raffaello Caserta
Raffaello Caserta (* 15. August 1972 in Neapel) ist ein ehemaliger italienischer Säbelfechter.

## Erfolge
Raffaello Caserta wurde 1995 in Den Haag mit der Mannschaft Weltmeister, nachdem er bereits 1993 in Essen mit ihr den zweiten Platz erreicht hatte. 1998 wurde er in La Chaux-de-Fonds im Einzel Vizeweltmeister. 1992 in Lissabon und 1995 in Keszthely wurde Caserta im Einzel zudem Europameister, 1994 belegte er in Krakau Rang zwei. 1998 wurde er mit der Mannschaft in Plowdiw Vizeeuropameister, im Jahr darauf folgte der Gewinn von Mannschaftsbronze. Zweimal nahm er an Olympischen Spielen teil: 1996 zog er in Atlanta mit der Mannschaft nach einem Sieg gegen Deutschland ins Halbfinale ein, in dem die italienische Equipe Russland unterlag. Im Gefecht um Rang drei setzte sich Caserta gemeinsam mit Tonhi Terenzi und Luigi Tarantino gegen Polen mit 45:37 durch und gewann somit die Bronzemedaille. Im Einzel erreichte er den 19. Rang. Bei den Olympischen Spielen 2000 in Sydney schloss er die Einzelkonkurrenz erneut auf dem 19. Rang ab, während er mit der Mannschaft den achten Platz belegte.